# Catarina Ykens I
Catarina Ykens (Anvers, 1608 - 1666) fou una pintora barroca flamenca.

## Biografia
Nascuda a Anvers, va ser filla de Lucas Floquet i germana d'uns altres tres pintors. El 1635 es va casar amb Frans Ykens, pintor com ella de bodegons de flors i fruites. És coneguda per les seves garlandes florals, en les quals a vegades va col·laborar amb altres pintors com Gonzales Cocs, que li pintaven les figures.
No ha de confondre's amb una altra pintora homònima, Catarina Ykens II, nascuda el 1659, filla de Johannes Ykens.